# Златна жаба дърволаз
Златните жаби дърволази (Phyllobates terribilis) са вид земноводни от семейство Дърволази (Dendrobatidae).
Срещат се в ограничен район на тихоокеанското крайбрежие на Колумбия.
Таксонът е описан за пръв път от американския херпетолог Чарлз Уилям Майърс през 1978 година.